# Antipatriotismo

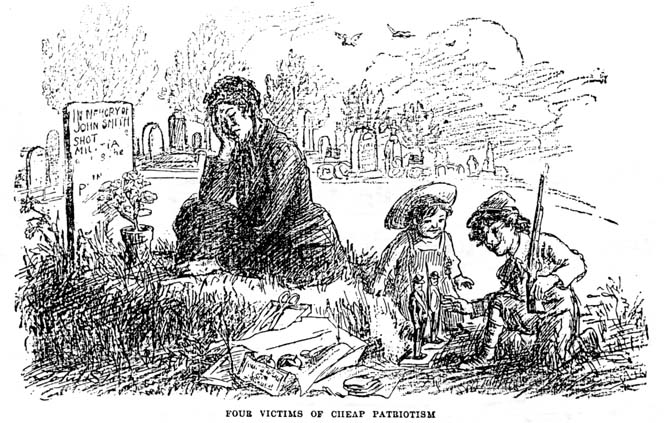
Quatro vítimas do patriotismo barato (1910). Desenho animado anti-guerra retratando uma viúva de luto pela morte de seu marido ao lado de seus filhos brincando com um rifle de brinquedo e soldados.

O antipatriotismo é a ideologia que se opõe ao patriotismo; geralmente se refere àqueles com visões cosmopolitas e também é geralmente de natureza internacionalista e antinacionalista. Normalmente, o antipatriotismo decorre da crença de que o patriotismo é errado, uma vez que as pessoas nascidas num país, gostem ou não e independentemente da sua individualidade, são encorajadas a amar o país ou a sacrificar-se por ele; consequentemente, as pessoas que se opõem ao patriotismo podem opor-se ao seu autoritarismo percebido, enquanto outras podem acreditar que o patriotismo pode levar à guerra devido a disputas geopolíticas. Normalmente, este termo é usado de forma pejorativa por aqueles que defendem o patriotismo ou o nacionalismo, e termos como cosmopolitismo ou cidadania mundial podem ser usados para evitar o preconceito que advém do uso típico das palavras antinacionalismo ou antinacionalista. A ideia de múltiplas culturas entrelaçadas também foi questionada como antipatriótica, mas principalmente em comunidades sociais menores: faculdades, universidades, etc. A Lei de Espionagem de 1917 e a Lei de Sedição de 1918 foram peças legislativas nos Estados Unidos. que foram aprovadas após a entrada da Primeira Guerra Mundial, para incriminar indivíduos que tentassem impedir o esforço de guerra. Aqueles que o fizeram foram punidos e considerados como cometendo atos de antipatriotismo.

## Oposição anarquista ao patriotismo
Os anarquistas, mais notavelmente os anarcocomunistas, tendem a se opor ao patriotismo por diversas razões, incluindo:
- A crença na igualdade para todas as pessoas
- O uso do patriotismo para subjugar a classe trabalhadora
- A associação entre patriotismo e militarismo
- O uso do patriotismo para encorajar a lealdade ao estado

Emma Goldman declarou:
Na verdade, a presunção, a arrogância e o egoísmo são os elementos essenciais do patriotismo. Deixe-me ilustrar. O patriotismo pressupõe que o nosso globo está dividido em pequenos pontos, cada um rodeado por um portão de ferro. Aqueles que tiveram a sorte de nascer em determinado local consideram-se melhores, mais nobres, mais grandiosos, mais inteligentes do que os seres vivos que habitam qualquer outro local. É, portanto, dever de todos os que vivem naquele local escolhido lutar, matar e morrer na tentativa de impor a sua superioridade sobre todos os outros.
O anarquista individualista Hans Ryner também expressou a sua oposição ao patriotismo:
O antipatriotismo foi a reação da razão e do sentimento no momento em que o patriotismo reinou. Assumiu diversas formas de acordo com o grau em que se baseou mais ou menos conscientemente no individualismo, no amor por todos os homens, no amor por um homem (como no caso de Camille, a irmã dos Horácios), ou mesmo numa atitude racional ou preferência sentimental pelas leis e morais de um país estrangeiro. 

## Antipatriotismo no Japão
Kōtoku Shūsui, um famoso anarquista japonês do final do século XIX, dedicou uma grande parte de seu Imperialismo, Monstro do Século XX a uma condenação do patriotismo. Um dos muitos argumentos baseia-se no valor confucionista da empatia: “Estou tão convencido quanto Mêncio de que qualquer homem correria sem hesitação para resgatar uma criança que estava prestes a cair num poço... Um ser humano movido por uma atitude tão altruísta o amor e a caridade não param para pensar se a criança é um membro da família ou um parente próximo. Quando resgata a criança do perigo, ele nem sequer se pergunta se a criança é sua ou pertence a outro”. O patriotismo é usado para desumanizar outras pessoas por quem naturalmente teríamos empatia. Ele argumenta: "[P]atriotismo é um sentimento discriminatório e arbitrário confinado àqueles que pertencem a um único Estado-nação ou vivem juntos dentro de fronteiras nacionais comuns", um sentimento cultivado e usado pelos militaristas em seu impulso para a guerra.

## Antipatriotismo na Europa
Karl Marx afirmou a famosa frase: “Os trabalhadores não têm pátria”  e que “a supremacia do proletariado fará com que [as diferenças nacionais] desapareçam ainda mais rapidamente”. A mesma visão é promovida pelos trotskistas atuais, como Alan Woods, que é “a favor da destruição de todas as fronteiras e da criação de uma comunidade socialista mundial”.